# Pteropus alecto
Renard volant noir
Espèce
Statut de conservation UICN

 LC  : Préoccupation mineure
Statut CITES
Le renard volant noir (Pteropus alecto) est une chauve-souris de la famille des Pteropodidae. 

## Description

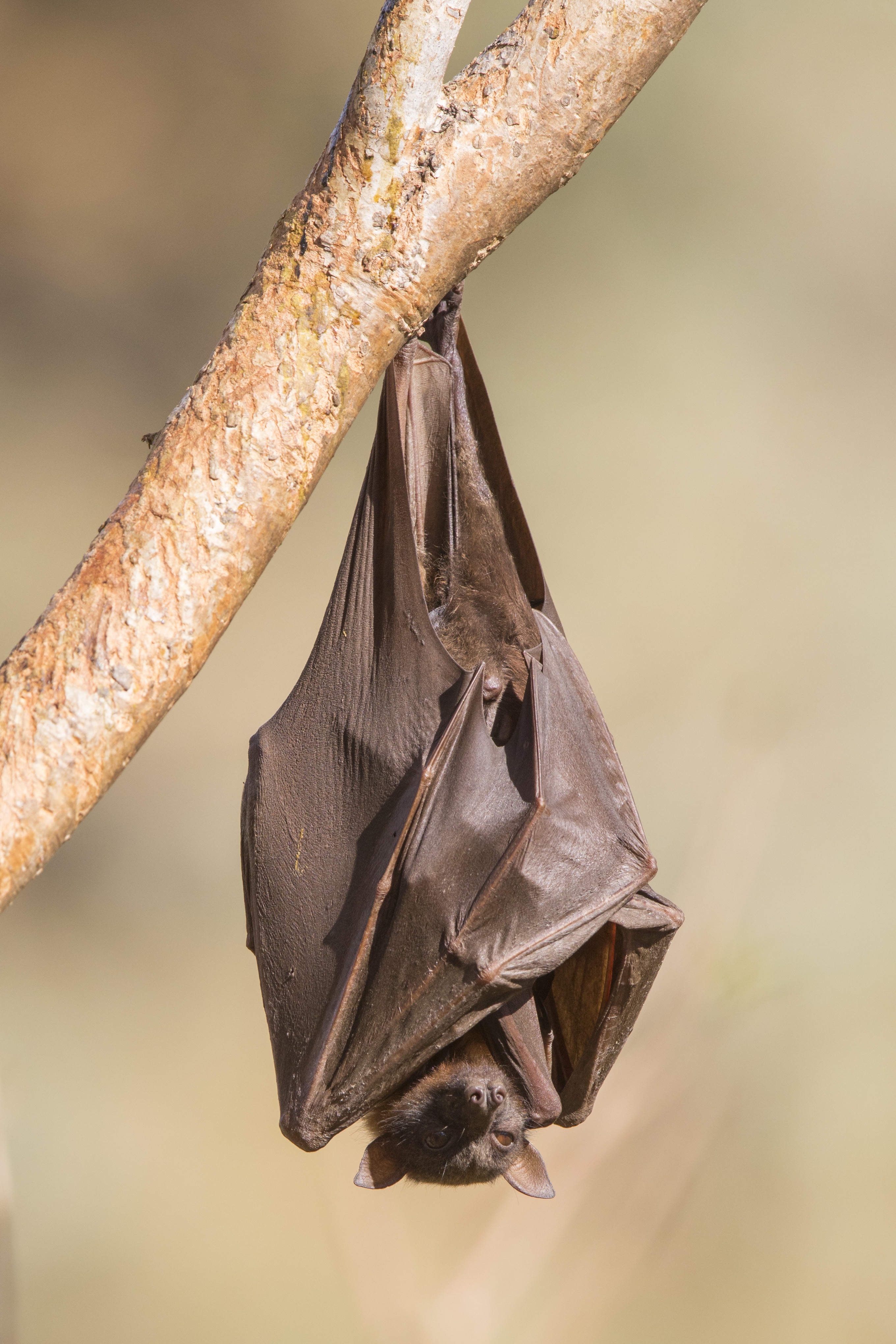
Un Pteropus alecto sur une branche.

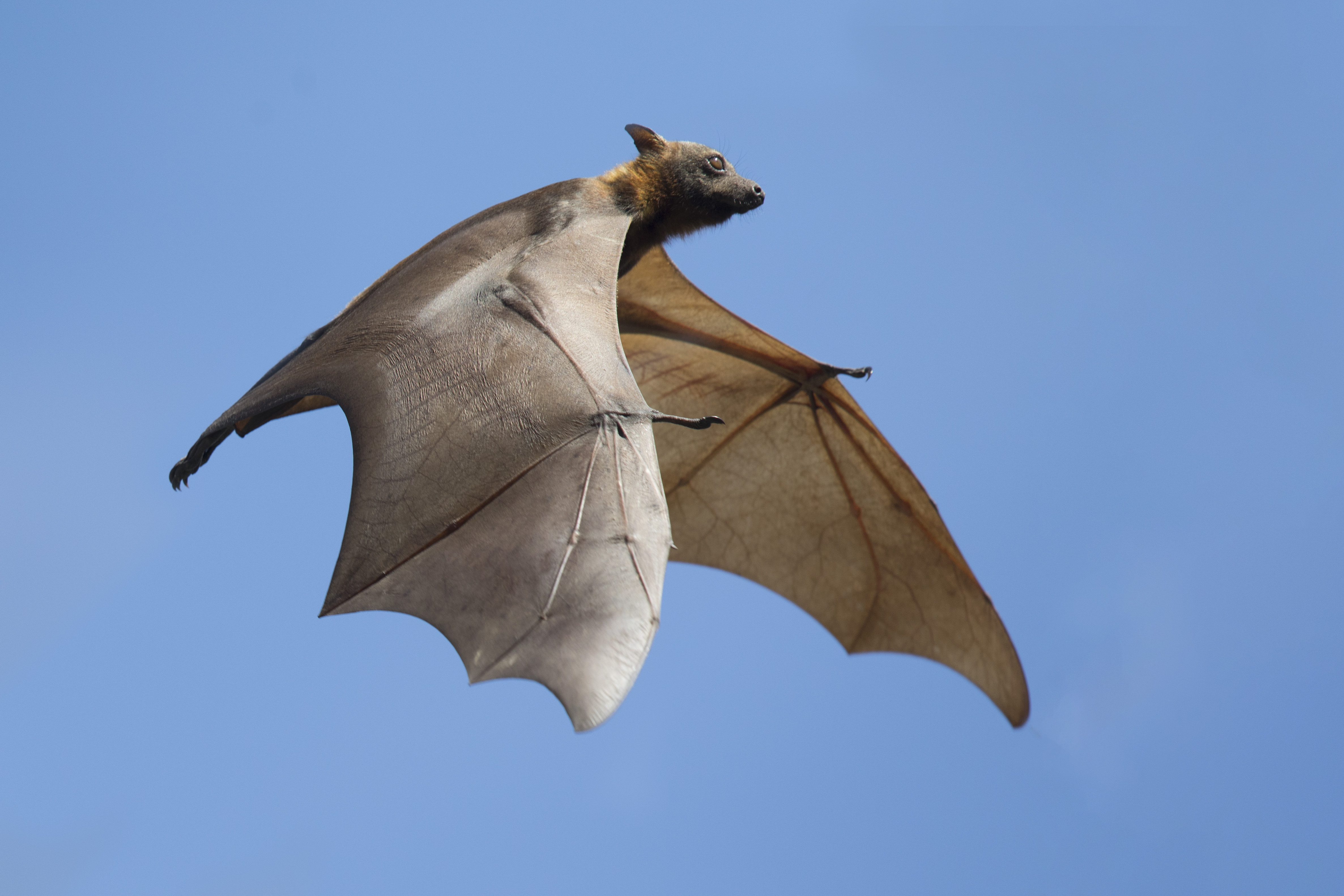
Renard volant noir en vol.

Le renard volant noir a un corps mesurant avec la tête de 24 à 26 cm. Son envergure atteint plus d'un mètre. 
Son un pelage noir sur la tête contraste avec son dos roux.

## Distribution
On le trouve en Indonésie, en Nouvelle-Guinée et en Australie. 

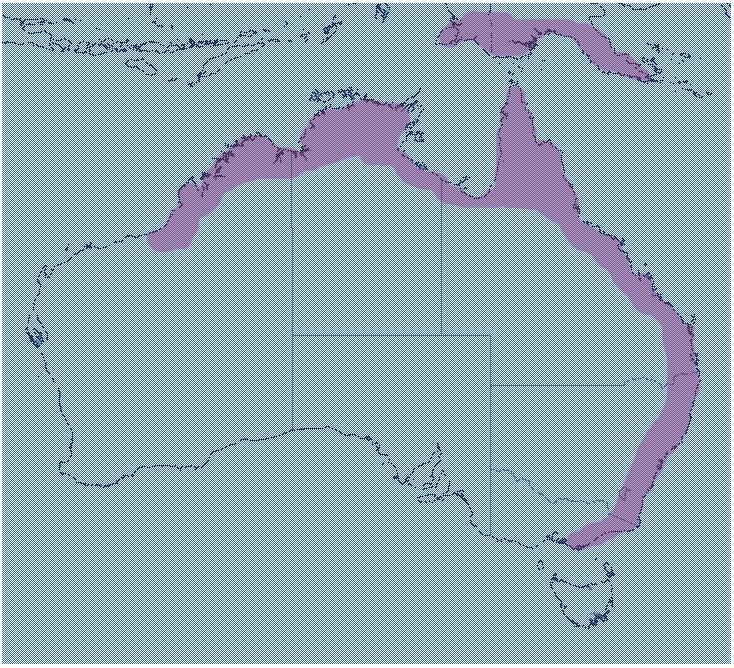
Carte de distribution de Pteropus alecto.

C'est un des vecteurs du Lyssavirus de chauve-souris australienne (transmissible à l'homme).